# FMK-3
A FMK-3 é uma submetralhadora de fogo seletivo operada por blowback de origem argentina, projetada pela Fabricaciones Militares em 1974. Até 1991, cerca de 30.000 foram produzidas para os militares argentinos.

## Desenvolvimento
Na década de 1950, a FMAP DM (Fábrica Militar de Armas Portables Domingo Matheu), pertencente à Dirección General de Fabricaciones Militares, adquiriu os direitos de produção de uma cópia da submetralhadora americana M3A1, mais conhecida como "Grease Gun". Esta versão argentina foi equipada com cartuchos 9×19mm, ao contrário do .45 ACP do modelo original. A DGFM lançou duas versões denominadas PAM 1 e PAM 2, com e sem trava de alça.
No início da década de 1970, a FMAP DM decidiu mudar o projeto para usar um ferrolho telescópico que permite uma arma mais curta, e um carregador no punho de pistola. Este conceito foi projetado por Jaroslav Holecek em meados de 1946 e reduziu bastante o tamanho da arma. Ele popularizou a CZ-23/25 e mais tarde foi adotado pela Uzi israelense, pela Ingram MAC-10 e pela Star Z-84. Assim nasceu a PA-3 DM, mais tarde conhecida como FMK-3.
À primeira vista, a FMK-3 pode estar associada à UZI. Esta submetralhadora argentina dispara o cartucho 9×19mm Parabellum e hospeda seu carregador no punho de pistola, junto com um seletor de tiro e segurança de punho na parte traseira do punho que deve ser apertado para disparar a arma. Acima do punho, está o receptáculo superior que abriga o cano, o ferrolho e a mola de recuo.
Na primeira série, a FMK foi apresentada com três versões de coronhas: plástica inteiriça fixa, fixa em madeira e arame retrátil. No lado esquerdo do receptáculo superior está localizada a alavanca de manejo. Possui uma tampa deslizante contra poeira que evita a entrada de materiais estranhos no interior da arma. Do mesmo lado, mas atrás, está o suporte da bandoleira. Nas primeiras versões, a frontal é semelhante à Uzi, embora tenha passado a ser cativa e giratória no escudo que prende o cano ao receptáculo. No receptáculo estão os dispositivos de mira: uma massa de mira com capuz e uma alça de mira em forma de "L" ajustável para vento e com posições de mira de 50 e 100 metros. Está tudo protegida por orelhas laterais. A janela de ejeção é pequena e está localizada à direita do receptáculo superior.

## Visão geral
A FMK-3 tem câmara para o cartucho 9×19mm Parabellum, com uma cadência de tiro de 650 tiros por minuto. Carregadores de 20, 32 e 40 tiros estão disponíveis para a FMK-3, bem como a adaptação de um silenciador e capacidade de disparo de granadas.
Ao contrário de outras submetralhadoras semelhantes, a segurança, a desconexão e a detecção automática da FMK-3 estão localizadas atrás do punho. Desta forma, à frente do gatilho está apenas o mecanismo seletor de tiro e a segurança manual. O seletor de segurança possui uma alavanca tipo asa que é acionada pela esquerda e que apresenta três posições: intermediária superior, "S" (seguro), "R" (repetir) e "A" (automático).
Como medida adicional de segurança, a FMK-3 possui uma alça de segurança que atua da seguinte forma: Se a arma não for segurada corretamente, a segurança trava o ferrolho. Assim, mesmo que a arma esteja pronta para disparar, se não for pressionada, o ferrolho fica impedido de fechar e disparar a arma. Além disso, como mencionado acima, com o ferrolho em repouso, a câmara vazia e o carregador cheio, a segurança do punho evita a descarga acidental da arma. Portanto, é uma arma muito segura para carregar em qualquer condição

## Variantes

### FMK-3
Variante principal e a variante mais produzida. A FMK-3 possui uma coronha de arame retrátil. Recentemente foram feitas coronhas fixas que podem ser instalados por dois pinos. As FMK-3 também foram adaptadas com trilhos picatinny.

### FMK-4
FMK-3 com coronha fixa. A coronha fixa parece ser feita de polímero e semelhante à encontrada no H&K G3.

### FMK-5
A FMK-3 também é produzida para o mercado civil, na versão semiautomática como a FMK-5.

## Operadores
- Argentina: Usada pelas autoridades policiais na Argentina e no Exército Argentino.
- Bolívia: Usada pelo Exército Boliviano.[5][8]
- Croácia[9]
- Guatemala: Usada pelos militares.
- El Salvador: mais de 600 FMK-3 recebidas durante a década de 1980, usadas durante a Guerra Civil de El Salvador e posteriormente armazenadas. Usada na década de 2010 por seguranças privados.[10][11]
- Uruguai: Usada pelas Forças Armadas do Uruguai e pela Polícia Nacional do Uruguai.[7]